# Aobadai

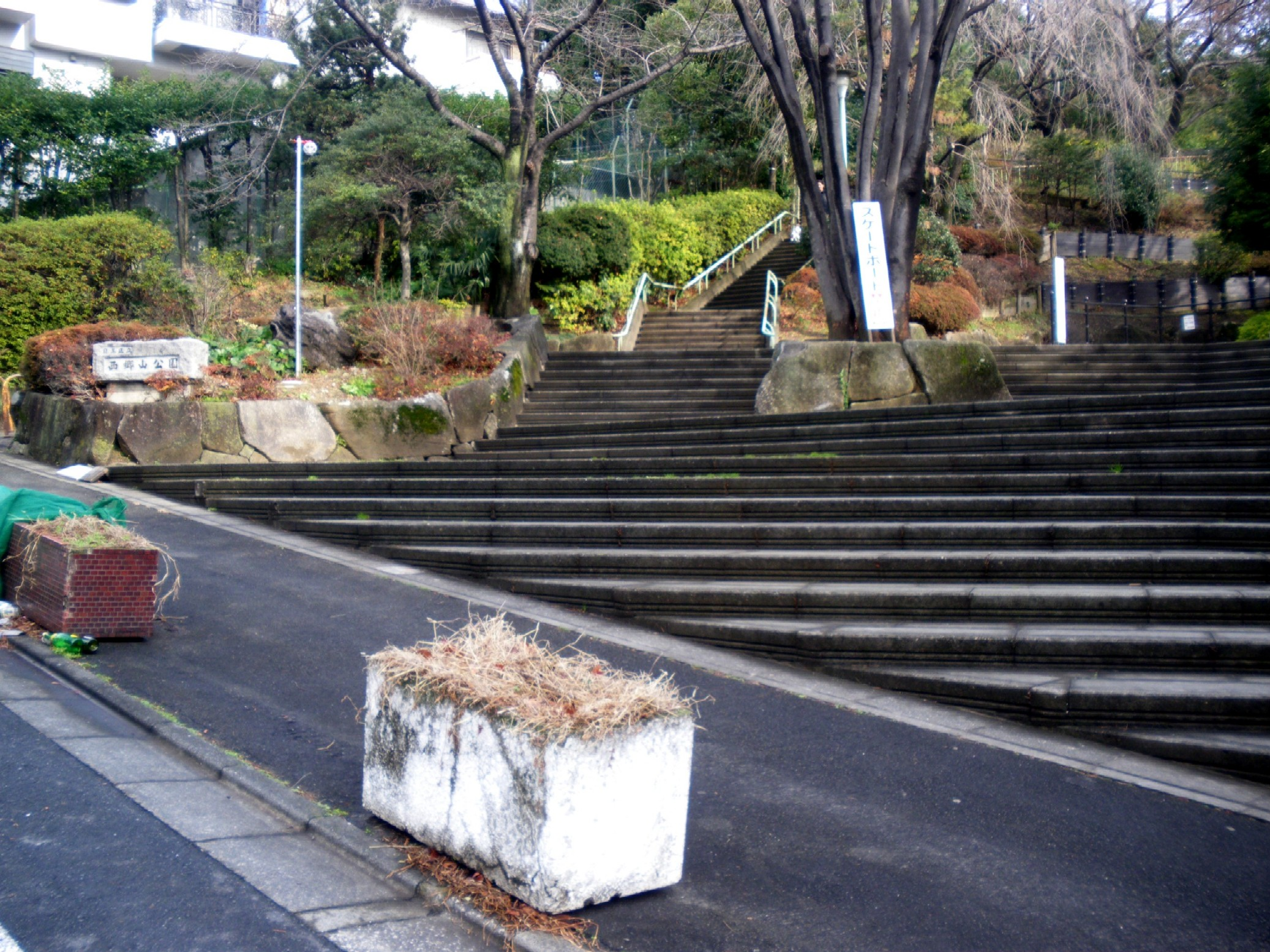
Parque Saigōyama

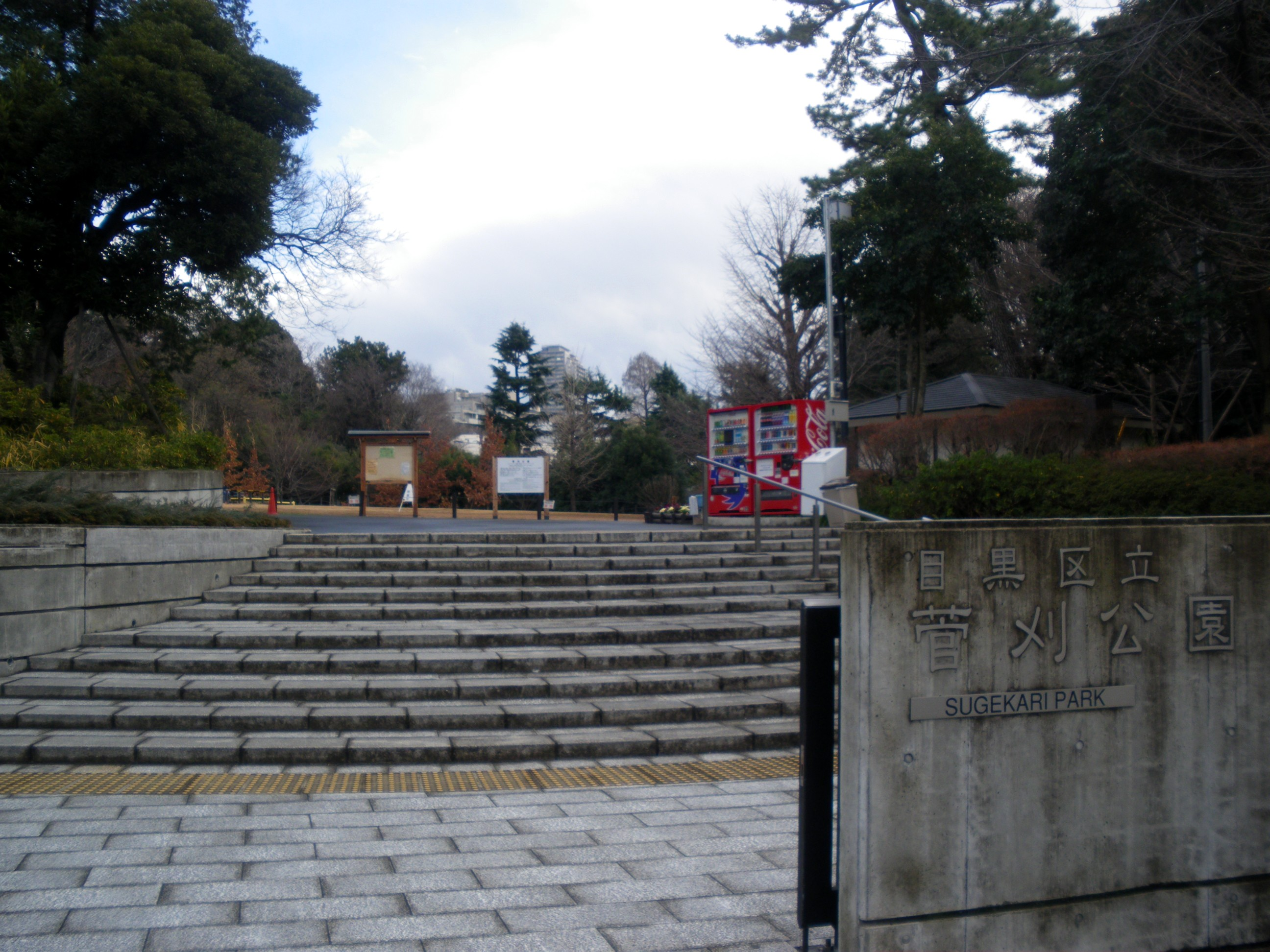
Parque Sugekari

Aobadai (青葉台) é um distrito localizado na parte norte de Meguro, Tóquio, Japão, que consiste em 1 a 4 - chōme. Em 1º de janeiro de 2008, tinha uma população total de 7.265 moradores.

## Geografia
As fronteiras do distrito de Aobadai Shinsenchō, Nanpeidaichō, Hachiyamachō e Sarugakuchō no norte, atravessando a Avenida Kyūyamate Dōri (旧山手通り); Kamimeguro no sul; e Higashiyama, Ōhashi, Komaba no oeste e noroeste em toda Avenida Yamate Dōri (山手通り).
Um bairro de encosta em Aobadai 2-chōme é conhecido como Saigōyama (西郷山), significando literalmente "Montanha Saigō"." Foi chamado assim porque Saigō Tsugumichi, um político do Período-Meiji e um irmão mais novo de Saigō Takamori, possuía uma mansão lá. A mansão já foi movida para o museu Meiji Mura em Inuyama (Aichi) para preservação. Hoje, o sítio onde a casa de Saigō existia é o lugar de parques recreativos, incluindo Parque Saigōyama (西郷山公園) e Parque Sugekari (菅刈公園); a área circundante é conhecida por ser um bairro residencial de luxo em Tóquio.

## Embaixadas
As embaixadas alojadas em Aobadai incluem Egito e Senegal.

## Educação
Aobadai é a sede de uma escola primária estabelecida em 1875, Sugekari Elementary School (菅刈小学校).
A instituição de ensino superior localizada neste distrito é a Universidade Sanno. Embora seu campus principal esteja localizado em Isehara (Kanagawa), a universidade mantém o "Campus Daikanyama" neste distrito. Note-se que, embora Aobadai seja administrativamente um dos distritos de Meguro, é sensivelmente considerado pertencer à área Daikanayama (Shibuya).
A Aoba - Japan International School também está localizada em Aobadai.